# Музичний редактор (професія)
Музи́чний реда́ктор, музи́чний дире́ктор — журналіст відповідальний за дотримання музичної політики радіостанції, телеканалу, або окремої передачі.
Музичний редактор слідкує за безпосередньою реалізацією музичної політики визначеної програмним директором (керує редакторським відділом) або засновником радіостанції.
На радіостанціях з програмованим мовленням музичний редактор складає також щоденний список музичних творів призначений до ефіру (плейліст).